# Бонанза (Колорадо)
Бонанза (енгл. Bonanza) град је у америчкој савезној држави Колорадо.

## Демографија
По попису из 2010. године број становника је 16, што је 2 (14,3%) становника више него 2000. године.
| Група             | 2000.      | 2010.       |
| Белци             | 10 (71,4%) | 16 (100,0%) |
| Афроамериканци    | 0 (0,0%)   | 0 (0,0%)    |
| Азијати           | 1 (7,1%)   | 0 (0,0%)    |
| Хиспаноамериканци | 0 (0,0%)   | 0 (0,0%)    |
| Укупно            | 14         | 16          |